# جيم فوكس (لاعب كرة سلة مواليد 1943)
جيم فوكس (بالإنجليزية: Jim Fox)‏ مواليد 7 أبريل 1943 في أتلانتا، هو لاعب كرة سلة أمريكي سابق. بدأ مسيرته الاحترافية في سنة 1965. تم اختياره من قبل فريق سكرامنتو كينغز خلال الدرافت. يبلغ طوله 6 قدم 10 بوصة (2.1 م). اعتزل اللعب في 1977. أحرز خلال مسيرته في الإن بي إيه 6945 نقطة بمعدل 9.3 نقاط في المباراة الواحدة.

## المسيرة الاحترافية
لعب مع ريال مدريد لكرة السلة في الدوري الإسباني في موسم 1965–1966، ثم لعب مع سكرامنتو كينغز في موسم 1967–1968، ثم لعب مع ديترويت بيستونز في سنة 1968، ثم لعب مع فينيكس صنز في سنة 1970، ثم لعب مع شيكاغو بولز من سنة 1970 إلى 1972، ثم لعب مع سكرامنتو كينغز في موسم 1971–1972، ثم لعب مع سياتل سوبرسونيكس من سنة 1972 إلى 1975، ثم لعب مع ميلووكي باكز في موسم 1975–1976، ثم لعب مع بروكلين نتس في موسم 1976–1977.

## روابط خارجية
- جيم فوكس على موقع إن بي أي (الإنجليزية)
- جيم فوكس على موقع سبورتس رفرنس (الإنجليزية)
- جيم فوكس على موقع كلية كرة السلة في سبورتس رفرنس.كوم (الإنجليزية)
- جيم فوكس على موقع ريلجم (الإنجليزية)
- جيم فوكس على موقع بروبوليرز (الإنجليزية)